# Halophytophilus lopheliae
Halophytophilus lopheliae is een eenoogkreeftjessoort uit de familie van de Ectinosomatidae. De wetenschappelijke naam van de soort is voor het eerst geldig gepubliceerd in 2008 door Gheerardyn, Seifried & Vanreusel.